# Françoise de Hohenzollern-Hechingen
Françoise (Franziska Henriette) de Hohenzollern-Hechingen est une noble allemande; née en 1642 et morte à Bergen-op-Zoom le 17 octobre 1698.

## Biographie
Françoise est le seul enfant survivant de Eitel-Frédéric II de Hohenzollern-Hechingen et de son épouse Maria Elisabeth (1613–1671), fille de Henri de Bergh.
Elle est promise à Christian-Louis Ier de Mecklembourg-Schwerin avant d'épouser Frédéric-Maurice de La Tour d'Auvergne, comte d'Auvergne. À la mort de sa mère, elle devient marquise de Bergen op Zoom et se voit confisquer le marquisat au profit de Guillaume III d'Orange-Nassau.

## Descendance
- Marie-Anne née le 11 novembre 1669.
- Emmanuel-Maurice dit « le bailli d'Auvergne » né le 3 décembre 1670, chevalier de l'ordre de Saint-Jean de Jérusalem, mort en mars 1702.
- Henri Oswald de La Tour d'Auvergne né le 5 novembre 1671, abbé de Cluny, puis archevêque de Tours 1719-1722, puis archevêque de Vienne, élu cardinal en 1737 par Clément XII).
- François dit « le prince de Vimeuil » né le 27 septembre 1672.
- Henriette née en 1673.
- Louis-Frédéric né en 1674.
- François-Egon dit « le prince d'Auvergne » né en 1675, comte d'Auvergne et marquis de Bergen-op-Zoom, mort en 1710 épouse en 1707, Marie-Anne fille de Philippe-Charles François d'Arenberg (1663-1691), 3e duc d'Arenberg, 9e duc d'Aerschot. Leur petit-fils est Charles Théodore de Bavière.
- Frédéric-Godefroid.
- Frédéric-Constantin dit « le prince Frédéric » né en 1682, comte d'Oliergues, mort en 1732.
- Thérèse-Henriette, née le 16 mars 1683.
- Elisabeth-Eléonore de la Tour d’Auvergne (v.1665-1746), abbesse de Thorigny-sur-Vire.
- Louise-Émilie de la Tour d'Auvergne (1667-1737), abbesse de Saint-Remy de Villers-Cotterêts, puis abbesse de « Mont-Martre-Les-Paris » (Montmartre) de 1727 à 1735[1].